# Battenans-les-Mines
Battenans-les-Mines település Franciaországban, Doubs megyében. Lakosainak száma 42 fő (2022. január 1.). Battenans-les-Mines Avilley, Rougemontot, Tallans, Tournans és La Bretenière községekkel határos.

## Népesség
A település népességének változása:
| Lakosok száma | 50   | 50   | 48   | 55   | 60   | 61   | 54   | 48   | 47   | 42   |
|               | 1968 | 1982 | 1990 | 2006 | 2013 | 2015 | 2017 | 2019 | 2020 | 2022 |